# آيت بومزوغ (أكلمام أزكزا)
آيت بومزوغ هي إحدى مشيخات المملكة المغربية، تتبع جغرافيا لإقليم خنيفرة وإداريًا لأكلمام أزكزا. يقدر عدد سكانها بـ 4947 نسمة حسب الإحصاء الرسمي للسكان والسكنى لسنة 2004.